# Penoje
Penoje este o localitate din comuna Slovenske Konjice, Slovenia, cu o populație de 41 de locuitori.